# Cementerio del Père Lachaise
El cementerio del Père Lachaise es el cementerio intramuros más grande de París, la capital de Francia, y uno de los más célebres del mundo. Está situado en el número 16 de la Rue du Repos, en el xx distrito, y tiene la peculiaridad de que muchos parisinos lo utilizan como si fuese un parque.

## Historia
A principios del siglo XIX, se construyeron varios cementerios con el fin de reemplazar los antiguos camposantos de París. En las afueras de la capital se situaron: al norte, el cementerio de Montmartre; al este, el cementerio del Père Lachaise; al sur, el cementerio de Montparnasse y, al oeste, el cementerio de Passy.
El diseño del cementerio del Père Lachaise le fue confiado al arquitecto neoclásico Alexandre Théodore Brongniart (1803), en tanto que inspector general de la jefatura de la segunda sección de los trabajos públicos del departamento del Sena y de la villa de París. Brongniart hizo el proyecto de los principales ejes del cementerio y monumentos funerarios —algunos no se llegaron a realizar—, a excepción de la sepultura de la familia Greffuhle, que es de estilo neogótico. La capilla y la entrada principal fueron construidas por el arquitecto neoclásico Étienne-Hippolyte Godde.
Tras su apertura, el cementerio del Père Lachaise ha sido ampliado en cinco ocasiones: en 1824, 1829, 1832, 1842 y 1850. Esto le ha permitido pasar de 17 hectáreas y 58 áreas a 43 hectáreas y 93 áreas, que contienen 70 000 tumbas, 5300 árboles, centenares de gatos orondos en estado semisalvaje y miles de pájaros que anidan en sus ramas. El cementerio recibe en torno a dos millones de visitas al año.
El nombre dado al cementerio es un homenaje a François d'Aix de La Chaise (1624-1709), conocido como el Père la Chaise, que fue confesor del rey Luis XIV y que ejerció sobre él una moderadora influencia durante la lucha contra el jansenismo.
El 21 de mayo de 1804, el cementerio se abrió oficialmente para una primera inhumación, la de una pequeña de cinco años. Sin embargo, este cementerio no fue bien aceptado por los parisinos, que no querían ser enterrados en las afueras de París. Al ser transferidos al mismo los restos de algunos personajes de gran prestigio, como Molière, La Fontaine o Abelardo y Eloísa, la élite parisina le concedió su beneplácito.
Al este del cementerio se encuentra el muro de los Federados, ante el cual 147 comuneros, dirigentes de la Comuna de París (1871), fueron fusilados el 28 de mayo de 1871 tras la caída del gobierno insurrecto.

## Monumentos del cementerio
En el cementerio, pueden encontrarse monumentos dedicados a una personalidad o a un grupo de personas. Entre los más destacados y/o visitados, figuran:
- Imre Nagy, primer secretario del PC húngaro en 1956. Monumento financiado por la Liga húngara de los Derechos Humanos en 1988, erigido en el 30 aniversario de su ejecución.
- Personajes municipales de la Villa de París.
- James Douglas Morrison Clarke (Jim Morrison).
- Oscar Fingal O'Flahertie Wills Wilde (Oscar Wilde).
- Frederic Chopin
- Monumento A la memoria de todos los españoles muertos por la libertad 1939-1945, auspiciado por la Federación Española de Deportados e Internados Políticos (FEDIP), situado en la División 97, frente al Muro de los Federados.